# Sonate pour violoncelle et piano no 2 de Mendelssohn
Pour les articles homonymes, voir Sonate pour violoncelle et piano.
La Sonate pour violoncelle et piano no 2 en ré majeur opus 58 (MWV Q 32) est composée par Felix Mendelssohn de novembre 1842 à aout 1843. Dédiée au Comte Mathieu Wielhorski, elle est créée 18 novembre 1843 au Gewandhaus de Leipzig par le violoncelliste Karl Wittmann et le compositeur au piano. Elle est publiée chez Kistner.

## Structure
1. Allegro assai vivace (en ré majeur, à 
)
2. Allegretto scherzando
3. Adagio (en sol majeur)
4. Finale: Rondo, molto allegro e vivace (à )

- Durée d'exécution:vingt huit minutes.

## Source
- François-René Tranchefort, guide de la musique de chambre, éd. Fayard 1989 p.581  (ISBN 2-213-02403-0)

## Liens
- Ressources relatives à la musique :   - International Music Score Library Project
  - Carnegie Hall
  - MusicBrainz (œuvres)